# Peugeot L76
Peugeot L76 (a jeho deriváty L56 resp. EX3 se zdvihovým objemem 5,6 l, L45 resp. EX5 se zdvihovým objemem 4,5 l a L3/voiturette se zdvihovým objemem 3,0 l) byl otevřený závodní vůz automobilky Peugeot v 10. letech. Po úspěších Renaultu v USA v letech 1903 až 1908 se Peugeot s tímto modelem prosadil v amerických závodech v letech 1913 až 1919 a na evropském kontinentu v letech 1912 až 1914 (Grand Prix Francie). Během let 1912-1919 Peugeot absolvoval 59 závodů, získal 22 vítězství a získal 13 pole position. Peugeot L76 byl důkazem zdatnosti automobilového inženýrství počátku 20. století a ukázal, jak odvážné inovace mohou vést k bezkonkurenčnímu úspěchu na závodní dráze a nastavit nové standardy výkonu.

## Popis
Firma Peugeot vznikla z podniku za výrobu jízdních kol a tříkolek bratrů Eugena a Armanda Peugeotových. Z iniciativy tří francouzských závodníků známých jako „Les Charlatans“ vzniklo zcela nové závodní vozidlo z továrny Peugeot. V případě L76 (označení podle objemu válců 7,6 l) se jedná o první vozidlo na světě s dvojitým vačkovým hřídelem v hlavě válců 2xOHC (s kuželovým ozubením na obou koncích) se čtyřmi ventily v každém válci (raný desmodromický rozvod, místo vinuté pružiny je použita zvláštní vačka) a s klikovým hřídelem neseným kuličkovými ložisky (to přispělo k plynulejšímu chodu a snížení tření), s polokulovou hlavou válců. Ventily byly nakloněny pod úhlem 45 stupňů v hlavě válců, měly průměr 60 mm a zdvih 11 mm.
Konstrukce spalovacího prostoru měla významné výhody, v neposlední řadě umožňovala umístění zapalovací svíčky přímo do středu, což podporovalo dobré spalování, zatímco uspořádání ventilů bylo ideální z hlediska výměny plynů, čímž bylo dosaženo mnohem lepšího průtoku motorem. Použití čtyř ventilů namísto dvou také snížilo hmotnost jednotlivých součástí ventilového rozvodu a snížilo namáhání celé sestavy, což zase prospělo životnosti. Toto uspořádání umožnilo mnohem lepší „dýchání“ motoru a vyšší otáčky, což vedlo k výrazně vyššímu výkonu ve srovnání s jeho současníky.
Motor byl benzínový, řadový čtyřválec se 16 ventily o vrtání 110 mm a zdvihu 200 mm a se zdvihovým objemem 7,6 l. Motor byl označován jako lehký, ekonomický, méně objemný se sníženým těžištěm. Ocelový blok motoru a hlavy byly z jednoho kusu, kliková skříň byla vyrobena z hliníkové slitiny. Písty, ojnice a klikový hřídel jsou vyrobeny ze speciální, vysokopevnostní oceli. Pro zlepšení mechanické účinnosti motoru zmenšením tření jeho ocelových pístů byla osa válců vyosena proti klikovému hřídeli. Klikový hřídel byl bez protizávaží, ale již pětkrát uložený. Motor měl magnetoelektrické zapalování zn. Bosch. Vůz měl čtyřstupňovou převodovku oddělenou od motoru, bez přímého záběhu a podélná listová péra s třecími tlumiči vpředu i vzadu. Pohon zadních kol řetězem. Podle tehdejších zvyklostí byla ruční brzda převodová, pásová. Nožní čelisťová brzda působila pouze na zadní kola. Vůz měl obě nápravy tuhé, drátová kola Rudge Whiworth o rozchodu 1370-1440 mm, rozvor náprav 2765 mm a hmotnost 1140 kg. S benzínovým motorem (karburátor Claudel) dosahoval vůz o výkonu 175 k při 2200 ot/min rychlosti 190 km/h. Vůz byl navržen talentovaným švýcarským inženýrem Ernestem Henrym za spoluúčasti automobilových závodníků Georgese Boillota, Julese Gouxe a Paola Zuccarelliho (Les Charlatans/Tři šarlatáni). Jejich výtvor, L76, byl jedním z technicky nejvyspělejších vozů své doby, vysloužil si přezdívku „obří zabiják“, ohlašující konec éry závodních vozů s obrovskými motory o objemu přesahujícím 20 litrů.
V letech 1913-1914 se objevily evoluce 5,6 l (100 x 180 mm, 124 k při 2200 ot/min), 4,5 l (92x169 mm, 110 k při 3000 ot/min) a 3,0 l. Ovládání rozvodu - do té doby hřídelí a kuželovými koly - bylo upraveno do kaskády pastorků. Přidáním suché skříně s čerpadlem oleje se změnilo mazání motoru. V roce 1914 měl vůz aerodynamicky protáhlou záď a kryt dvou náhradních kol, měl také brzdy na všech kolech.
Konstrukcí jeho motoru se později v závodech inspirovali různí američtí výrobci, jako Offenhauser, jehož bloky motoru bez hlavy válců umožňovaly zvýšení tlaku ve spalovací komoře. Inovativní konstrukce motoru modelu L76, zejména rozvod DOHC a uspořádání se čtyřmi ventily na válec, ovlivnila vývoj závodních motorů po celá desetiletí dopředu, včetně pozdějších motorů Offenhauser, které dominovaly závodům Indy Car.
Dovozcem Peugeotu pro Spojené státy byl Alphonse Kaufman, který dodával vozidla mnoha americkým řidičům, zejména proto, že repatriaci dovezených vozidel v Evropě znemožnila první světová válka.

## Sportovní úspěchy
V různých motorových verzích vyhrál dvakrát Grand Prix Francie (1912 a 1913), dva tituly jezdců Champ Car AAA v 10. letech (1916 a 1919), tři ročníky 500 mil Indianapolis (1913, 1916 a 1919 - naposledy na voze, který byl již 5 let starý) a celkem dvě Grand Prix USA (1915 San Francisco a 1916 Santa Monica), dvakrát Vanderbiltův pohár (1915 a 1916), Harvest Auto Racing Classic 1916 a Coupe de la Sarthe (1912). V roce 1916 tento vůz vyhrál všechny závody typu Grand Prix v USA. Na závodní dráze Brooklands v Anglii vytvořil s aerodynamickou verzí Jules Goux na L76 oficiální světový rekord 171 km/h. Bylo to 12. dubna 1913 a vytvořil rekordy na 50 mil, 100 mil a 150 mil a rekord v hodinovce, který předtím držel od 15. února 1913 Percy Lambert na Talbotu.
Grand Prix Francie 1912 byla Velká cena pořádaná Automobile Club de France v Dieppe 25. a 26. června 1912. Všechna místa na stupních vítězů obsadili domácí jezdci, vítězem se stal s časem 13:58:05,6 h Georges Boillot (Peugeot L76) v průměrné rychlosti 110,14 km/h, druhý byl o 13 minut později Louis Wagner (Fiat S75), třetí dojel Victor Rigal (Sunbeam). Závod probíhal ve dvou dnech, každý den absolvovali jezdci 10 kol, jejich časy byly sečteny. Délka okruhu byla 76,788 km, celkově jezdci překonali 1535,36 km. Ze 47 vozů na startu dojelo pouze 14. V roce 1912 se jela i Velká cena Francie v Le Mans (Coupe de Sarthe, 9. září). Ve vozech bez omezení objemu válců zvítězil na L76 Jules Goux průměrnou rychlostí 120 km/h (650 km v čase 5:32 h). Nejrychlejší kolo závodu ujel Boillot (rovněž L76) s průměrem téměř 130 km/h.
V roce 1913 se poprvé vozy L76 představily při závodě 500 mil Indianapolis. Poslední květnovou neděli (30. května) zvítězil v závodě Jules Goux v průměrné rychlosti 122 km/h, když nejrychlejší kolo ujel na L76 Zuccarelli průměrem přes 150 km/h. Goux zaznamenal jako první neamerický jezdec první vítězství evropského vozu na tomto oválu. V USA Armour Ferguson na Peugeotu L76 ještě zvítězil v závodech Galveston 100 (29. června 1913).
XIII. Grand Prix Francie se konala v Amiens 12. července 1913. Podle stanovené formule byla spotřeba paliva omezena na 20l/100 km, maximální hmotnost nesměla překročit 1100 kg. Peugeot proto nasadil upravený vůz se zdvihovým objemem na 5,6 l a výkonem 124 k při 2200 ot/min. Vozy Peugeot byly vybaveny odnímatelnými koly Rudge Whitworth s centrálními maticemi. Původní hřídelový a kuželový pohon vaček byl nahrazen pohonem s čelním ozubeným kolem a dále byl vylepšen ventilový rozvod. Snížení motoru byl poprvé použit systém suché vany, který zlepšil jak mazání, tak pomohl snížit těžiště vozu, zatímco byl vyvinut dvoudílný klikový hřídel se třemi hlavními ložisky s dvouřadým kuličkovým ložiskem uprostřed a jednořadými ložisky na obou koncích. Závod se jel na okruhu po veřejných silnicích, délka okruhu byla 31,62 km, jelo se 29 kol, závodníci tak ujeli celkem 916,98 km. Na startu bylo 20 vozů, z počátku vedl Guyot na Delage sledován Boillotem a Gouxem na peugeotech. Potom musel Guyot zpomalit pro zranění mechanika odlétnuvším kamenem a dojel jako pátý. Vítězem se stal Francouz Georges Boillot na voze Peugeot L76 (verze EX3 5,6 l) v celkovém času 7:53:56,08 h v průměrné rychlosti 123 km/h. Druhý byl Jules Goux (Peugeot L76/EX3) a třetí dojel Jean Chassagne s vozem Sunbeam.
V roce 1914 při závodě v Indianapolis jely vozy Peugeot dvou specifikací. Standardní vůz L76 (7,6 l) řízený Boillotem překonal sice traťový rekord na kolo průměrnou rychlostí 160 km/h, ale v závodě lépe skončil jeho menší bratr (verze L3/EX3, objem válců 3,0 l, výkon 90 k při 3000 ot/min) a obsadil celkově 2. místo za vítězným Delage. Ralph Mulford na L76 však 3x zvítězil na závodech Galveston 50 (30. června, 1. srpna  a 3. srpna 1914) a Bob Burman 26. září 1914 na závodu Kalamazoo 100.
Pro XIV. Grand Prix Francie na okruhu Givors u Lyonu pořádající klub stanovil nové specifikace - zdvihový objem byl omezen na 4500 cm³ a hmotnost vozů na max. 1100 kg. Jules Goux (Automobiles et Cycles Peugeot) obsadil na L76 v provedení EX5 (4,5 l) s brzdami na všechna čtyři kola 4. místo za třemi vítěznými Mercedesy 18/100 (4,5 l), které řídili Lautenschlager, Wagner a Salzer.
Za I. světové války se v Evropě automobilové závody pochopitelně nekonaly, o to pilněji se závodilo v Americe. V roce 1915 Angličan Dario Resta zvítězil i v Grand Prix USA (American Grand Prize) konané na okruhu v San Franciscu 27. února 1915 a na Vanderbiltově poháru, historicky první mezinárodní automobilový závod konaný v USA (6. března 1915) připojil Dario Resta další vítězství. Tentýž potom dojel na 2. místě v závodě 500 mil Indianapolis, aby 26. června opět zvítězil (Maywood Speedway při Chicago 500). Bob Burman připojil 29. dubna vítězství v Oklahomě (Southwest Sweepstakes) a 9. července 1915 vítězství na Burlington 100. Úspěšné "americké" vítězné tažení zakončil Dario Resta na závodě Chicago Challenge Cup 7. srpna 1915 a na Harkness Gold Medal 2. listopadu 1915.
O rok později (1916) Dario Resta pokračoval ve vítězné šňůře. V Indianapolis 30. května 1916 závod poprvé vyhrál. Toho roku byl závod kvůli dešti zkrácen na 300 mil. Resta zvítězil průměrnou rychlostí 134 km/h a byl až do roku 1965 posledním Evropanem, který na oválu v Indianapolis zvítězil (v roce 1965 zvítězil Jim Clark na Lotusu). Následovala vítězství Daria Resty na Chicago 300 (10. června) a na Omaha 150 (15. června). Další vítězné závody připojil Johnny Aitkin, 4. září International Sweepstakes v Cincinnati, 9. září Harvest Racing Classic v Indianapolis, 30. září Vincent Astor Cup a 28. října v Harkness Trophy. Mezitím Dario Resta zvítězil 14. října v Grand Prix USA (Maywood Speedway, Grand American Prize) a 16. listopadu ve Vanderbiltově poháru (Vanderbilt Cup). V roce 1916 Dario zvítězil v národním šampionátu USA (United States National Driving Championship).
Když v roce 1917 vstoupily i USA do světové války byly na dva roky přerušeny automobilové závody na celém světě. Ještě 30. května 1919 zvítězil Howdy Wilcox (na verzi L45) ve "staré cihelně" (500 mil Indianapolis). V roce 1919 získal Peugeot podruhé titul AAA Mistrovství Spojených států amerických.

## Galerie

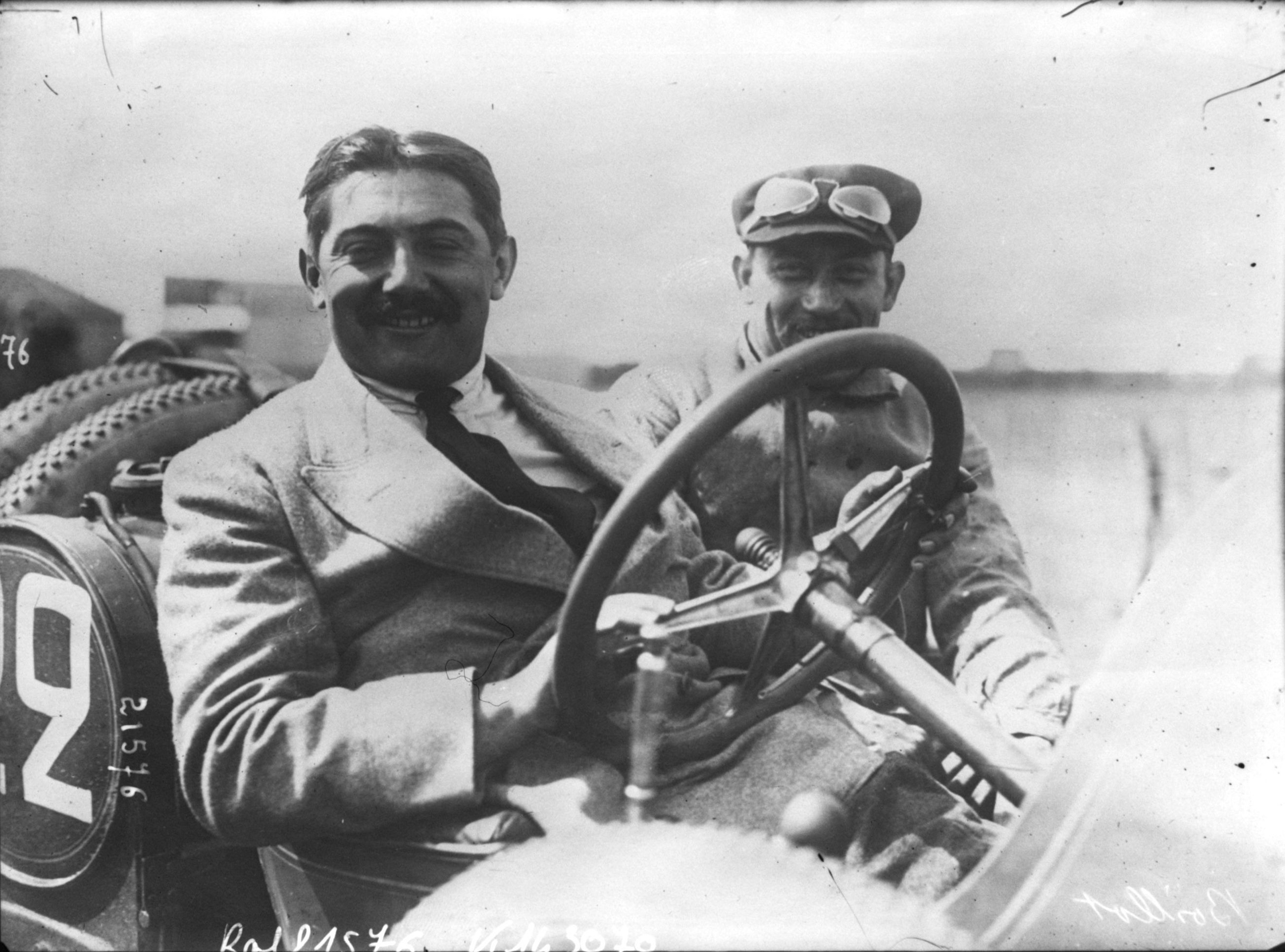
Georges Boillot, Peugeot L76, Grand Prix Francie v Dieppe (1912)
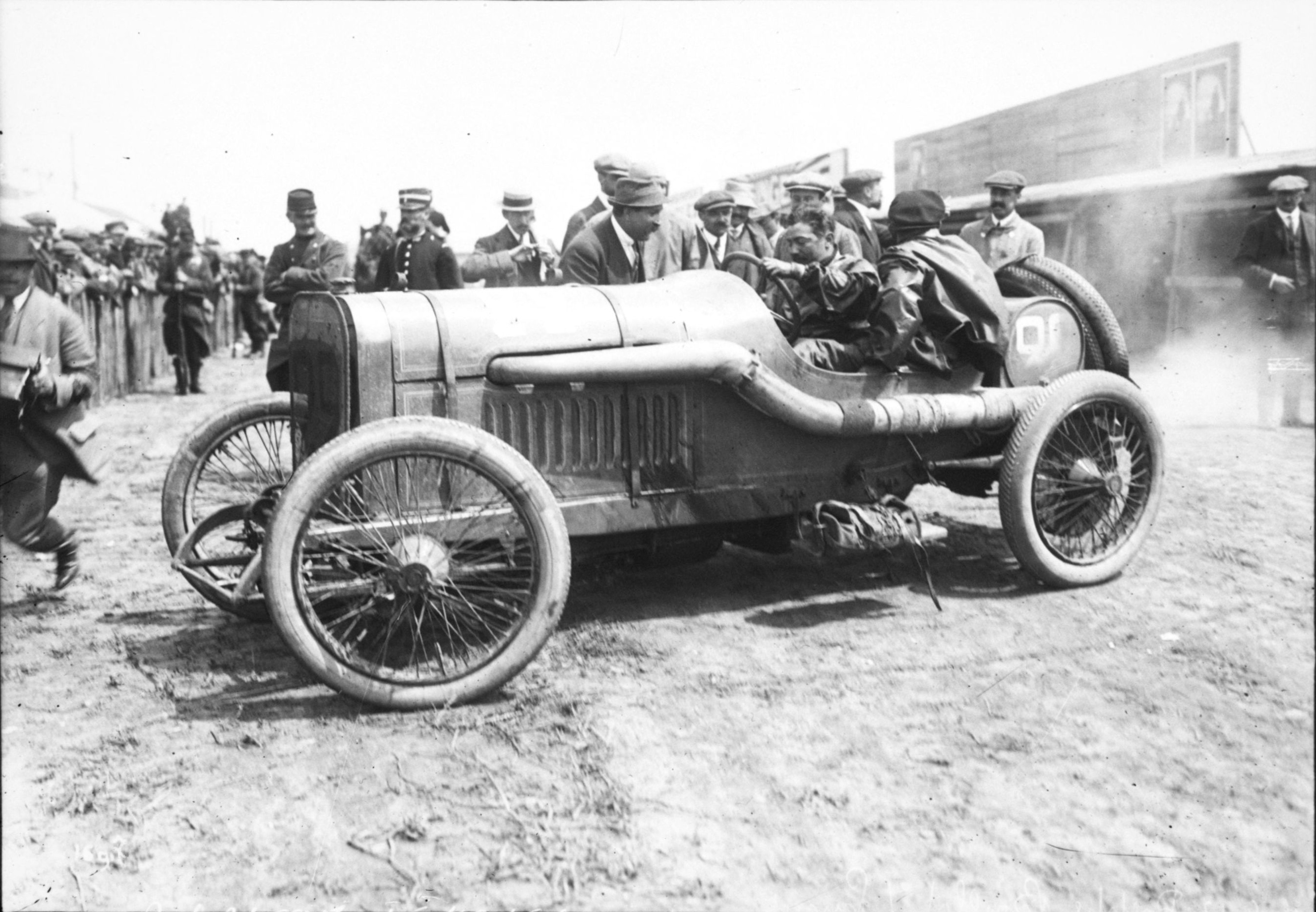
Georges Boillot, Peugeot L76, Grand Prix Francie (1912)
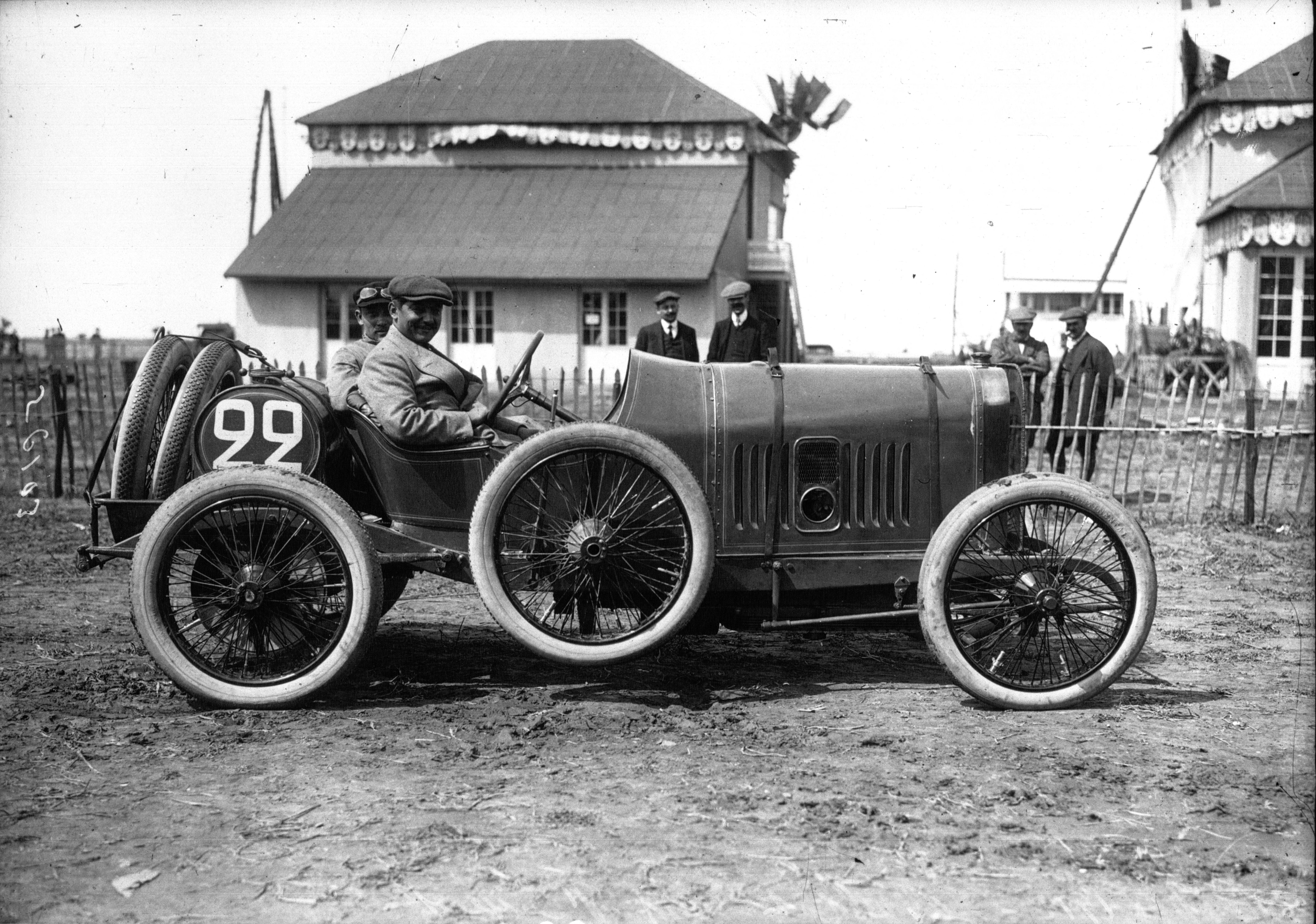
Georges Boillot na Peugeotu L76, vítěz Grand Prix Francie v Dieppe (1912)
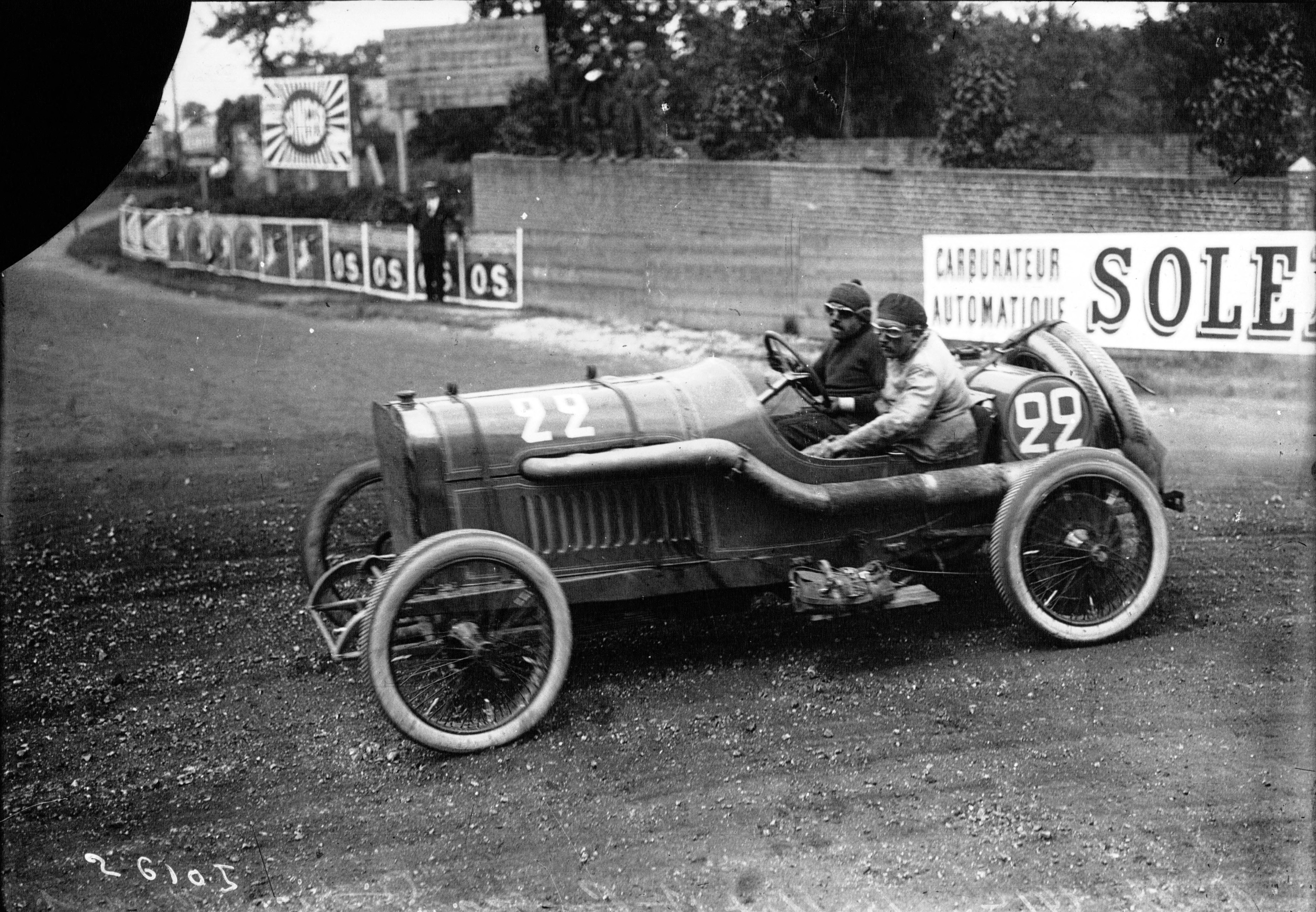
Georges Boillot na Peugeotu L76, vítěz Grand Prix Francie v Dieppe (1912)
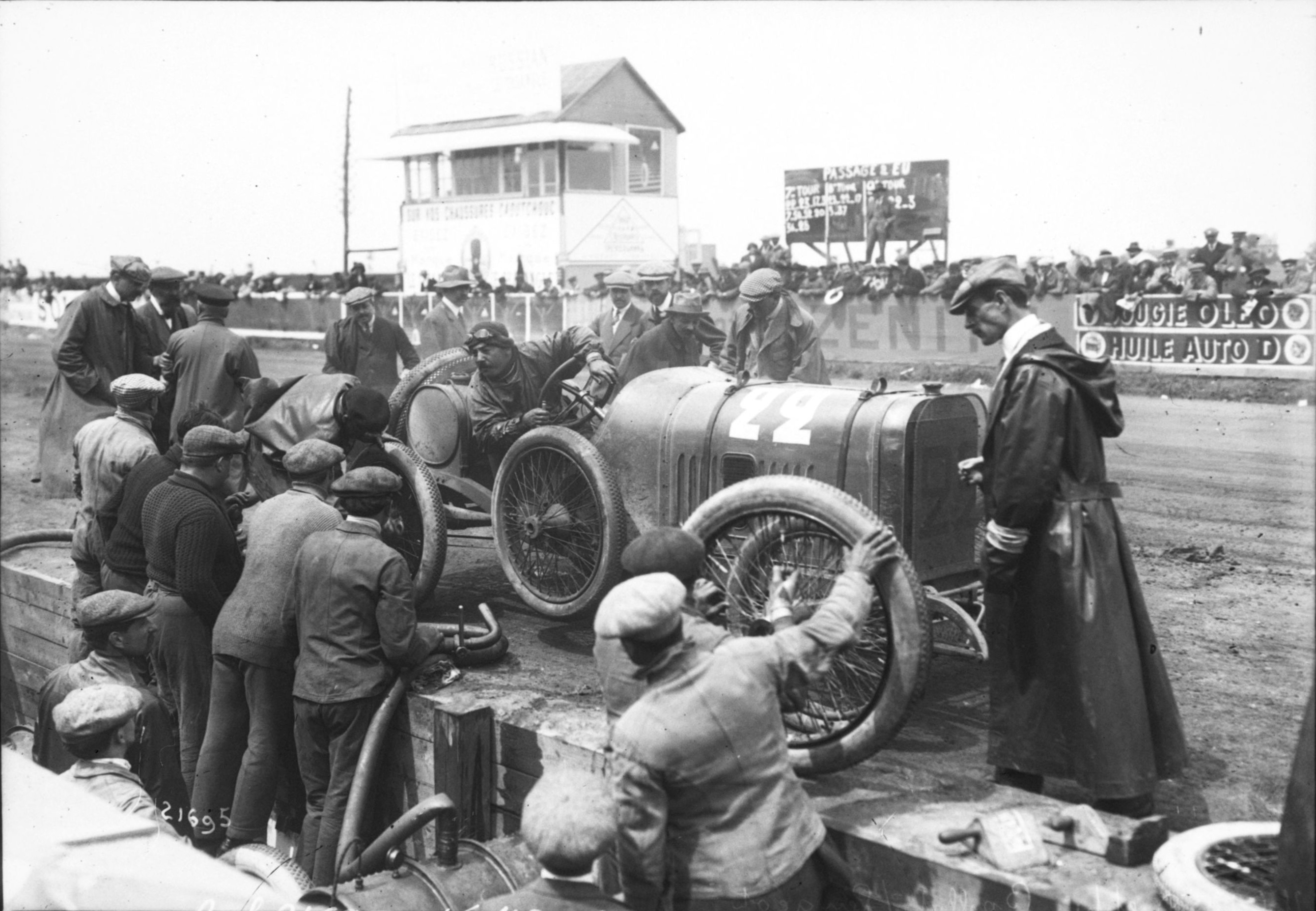
Georges Boillot na Peugeotu mění pneumatiky (Grand Prix Francie 1912)
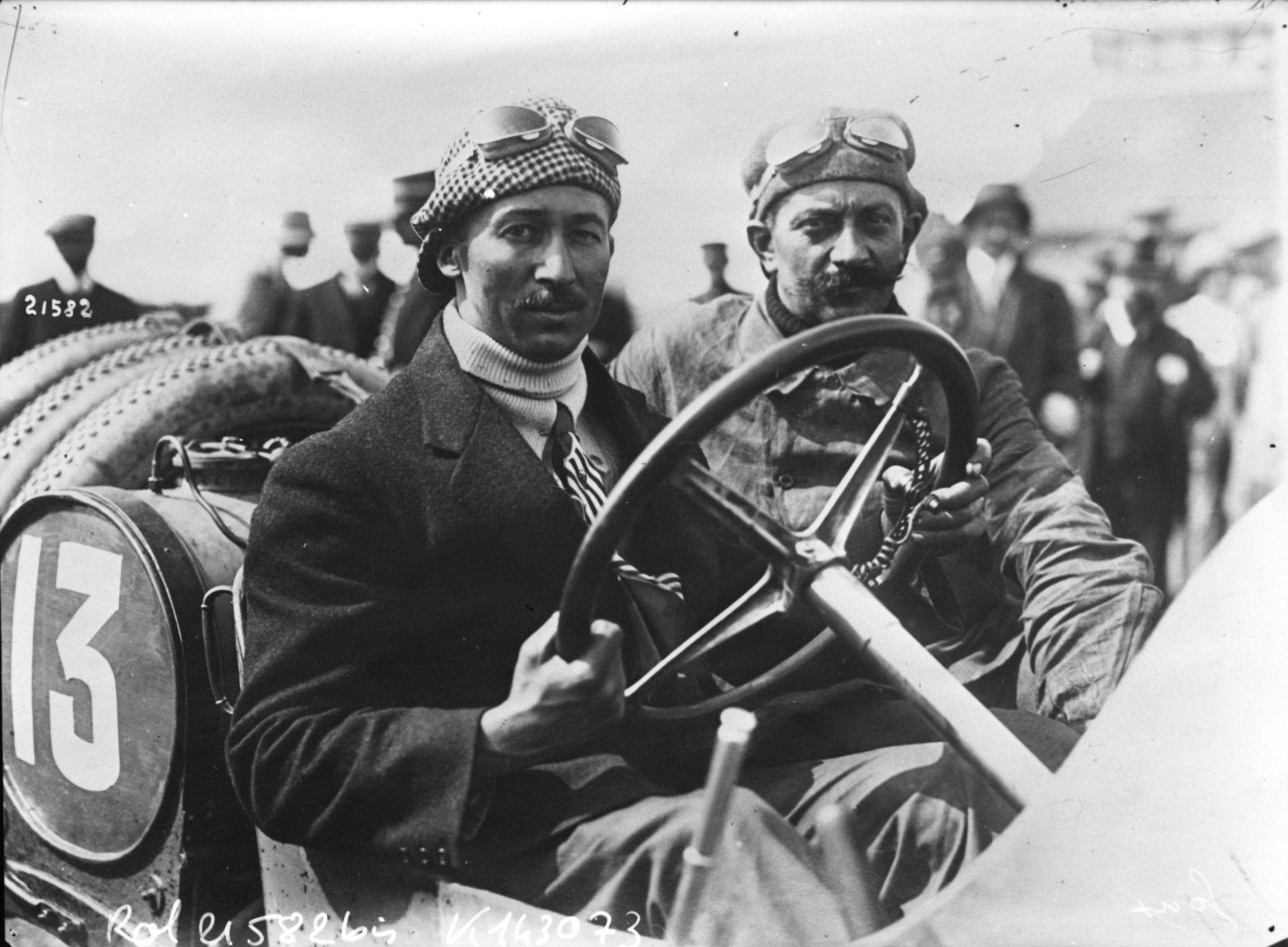
Jules Goux, Peugeot L76, Grand Prix Francie v Dieppe (1912), diskvalifikován pro tankování mimo depo
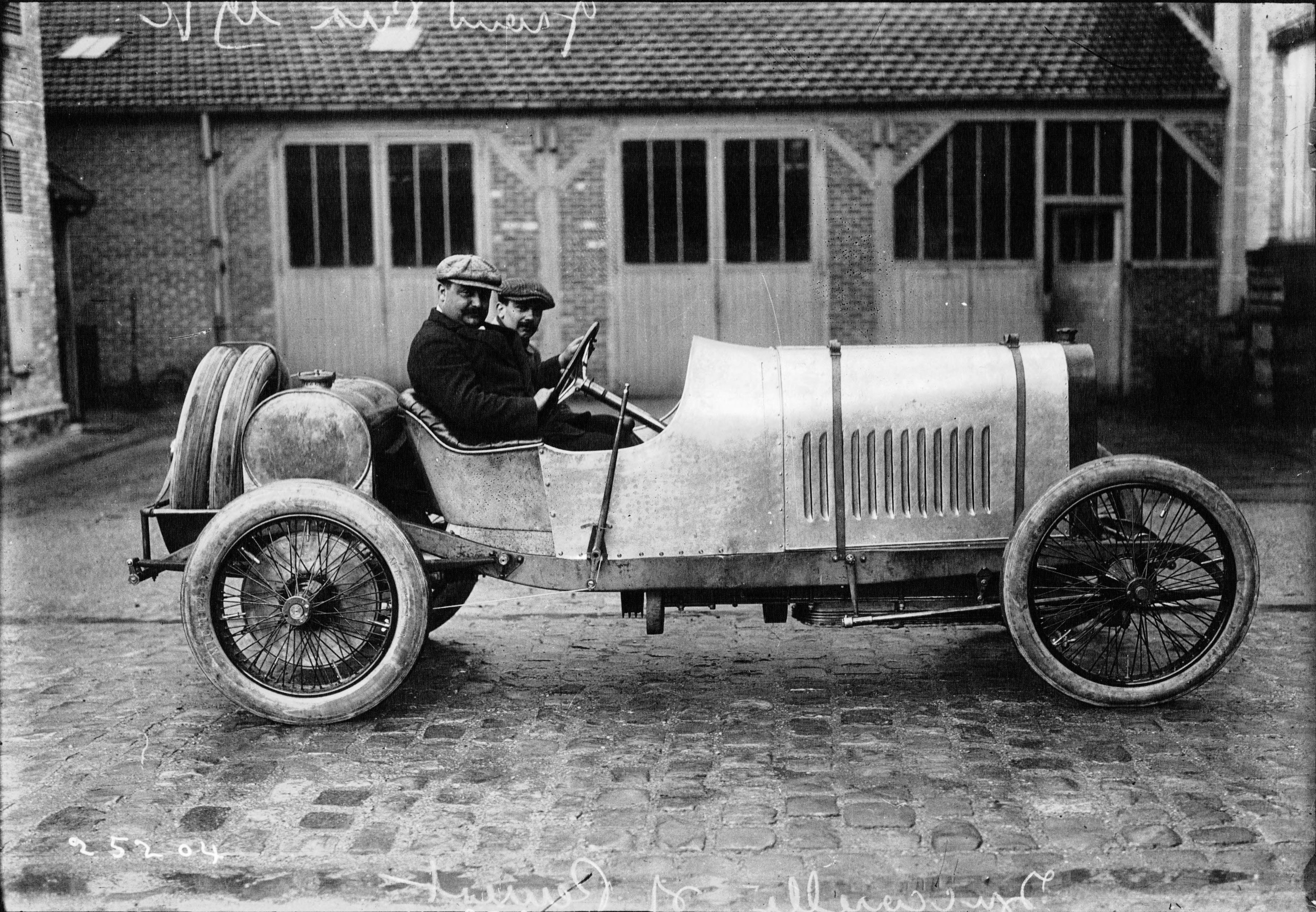
Paolo Zuccarelli, Peugeot L76, Grand Prix Francie 1912, nedojel pro poruchu zapalování
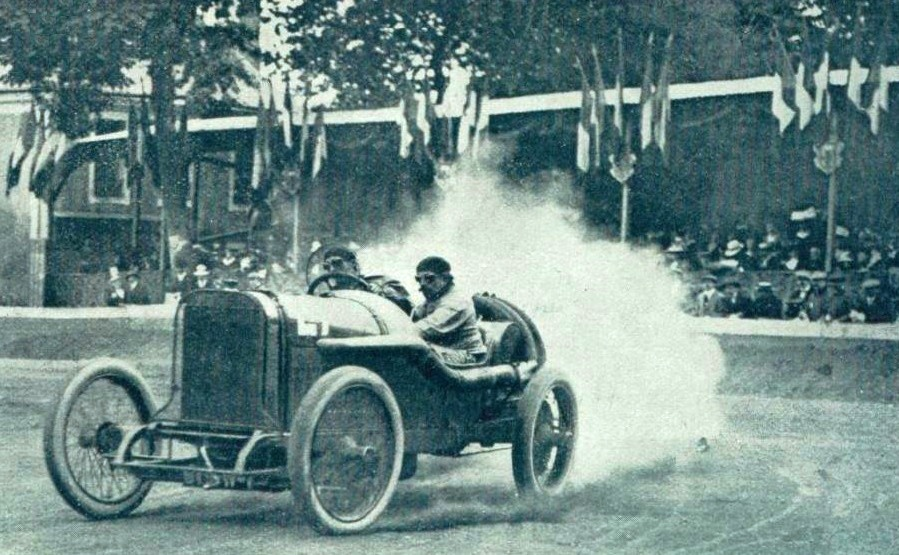
Jules Goux, vítěz Coupe de la Sarthe na Peugeotu L76 (1912)
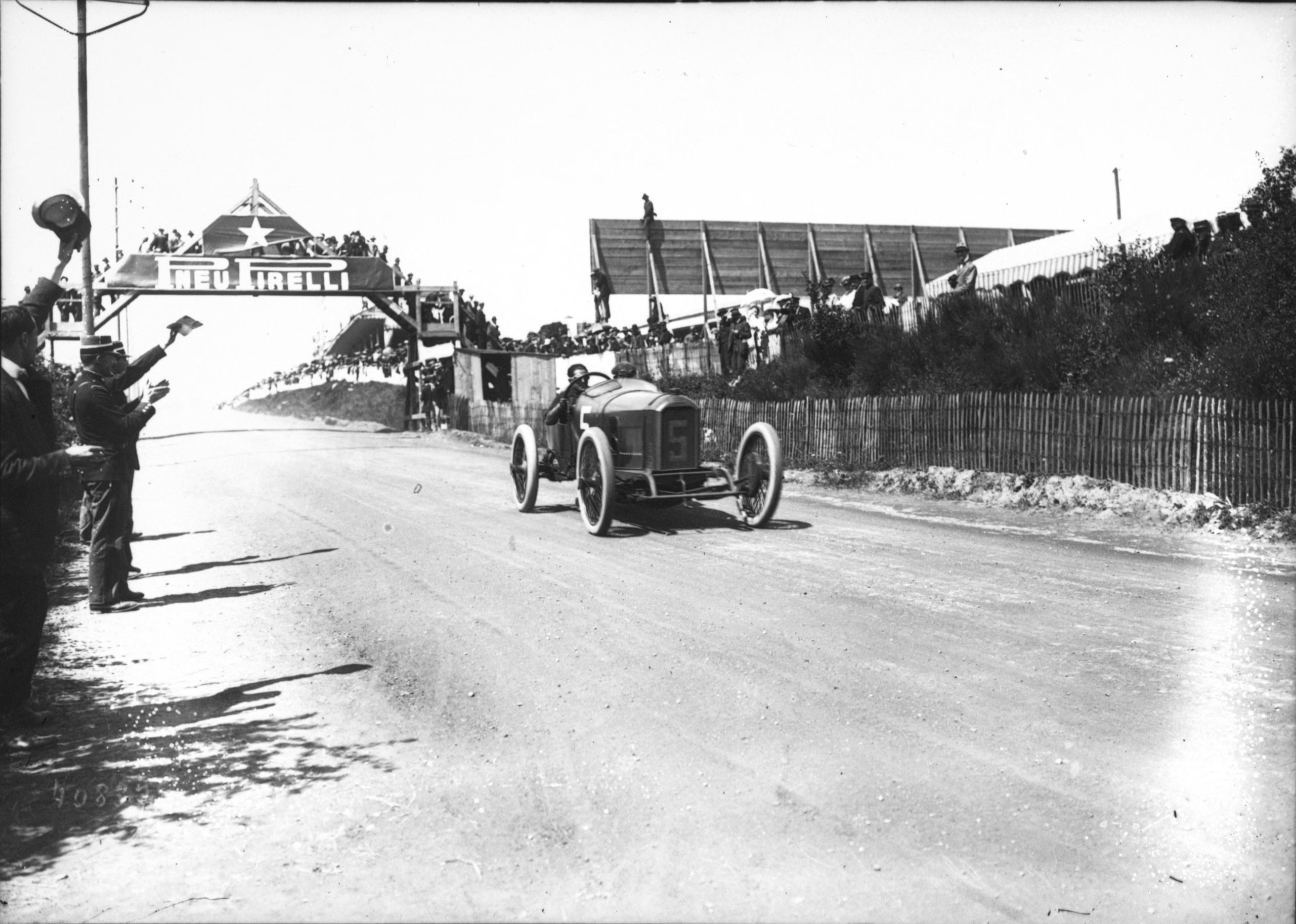
Georges Boillot při Grand Prix Francie (1914)
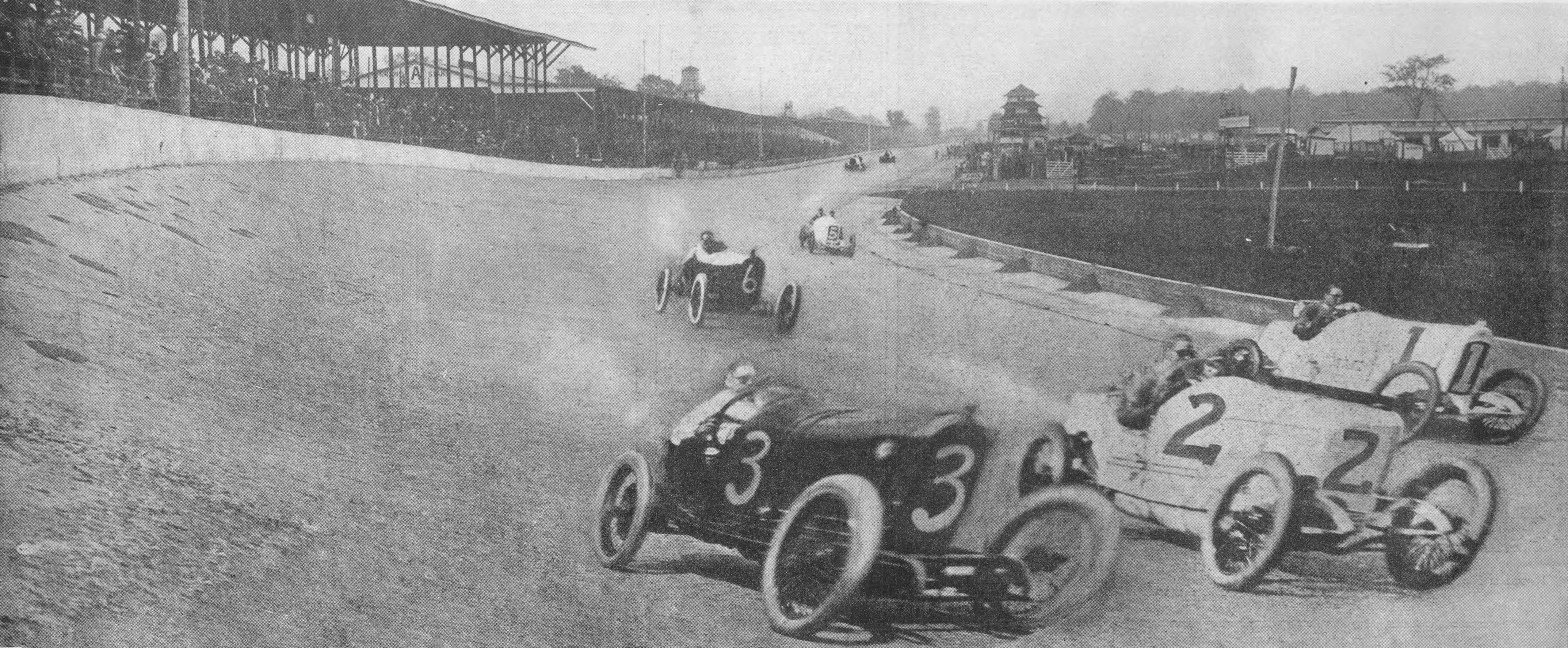
Indianapolis 500, vítěz Ralph de Palma (st. č. 2, Mercedes) a druhý skončil Dario Resta (st. č. 3, Peugeot) v roce 1915